# Kessel Festival
Das Kessel Festival ist ein Musikfestival, das jährlich auf dem Cannstatter Wasen in Stuttgart stattfindet.

## Geschichte
Das Kessel Festival fand erstmals im Jahr 2019 statt.

### 2019
Das Kessel Festival 2019 fand am 1. und 2. Juni statt und hatte ca. 28.000 Besucher. Unter anderem traten Samy Deluxe, Left Boy, Wanda, Max Giesinger, Namika und Maxïmo Park auf. Auf dem Festgelände war ein sogenannter Übermorgen Markt mit über 80 Ausstellern integriert. Zudem fand im Rahmen des Festivals die Slackline-Weltmeisterschaft mit rund 30 Teilnehmer aus 14 Ländern statt.
In den Jahren 2020 und 2021 fiel das Kessel Festival aufgrund der COVID-19-Pandemie aus.

### 2022
Das Kessel Festival 2022 fand am 25. und 26. Juni statt. Auf der Hauptbühne traten u. a. AnnenMayKantereit, LaBrassBanda, Die Orsons, Silbermond, 01099, Joris, Lotte und Moop Mama auf. Zudem fand auch der Übermorgen Markt wieder statt. Darüber hinaus wurden im Rahmen des Kessel Festivals eine Ausgabe der Beachvolleyball-Turnierserie Rock the Beach sowie der Trickline World Cup 2022 veranstaltet.
Laut den Organisatoren besuchten an den beiden Tagen insgesamt 50.000 Menschen das Festival.